# Гадабадзе, Шалва
Шалва Гадабадзе (груз. შალვა გადაბაძე, азерб. Şalva Qadabadze; род. 30 мая 1984, Тбилиси) — грузинский и впоследствии  азербайджанский борец греко-римского стиля, трехкратный бронзовый призёр чемпионатов Европы и единожды мира. 

## Биография
Родился в 1984 году в Тбилиси, после распада СССР стал гражданином Грузии. В 2000 году стал чемпионом Европы среди кадетов.
В 2005 году стал победителем соревнований по борьбе в рамках Универсиады. В связи с тем, что сильная конкуренция среди грузинских борцов не давала ему шанса попасть в олимпийскую сборную, он в 2007 году принял предложение о переходе в подданство Азербайджана. Из-за сопутствующих этому бюрократических процедур ему пришлось пропустить чемпионат мира 2007 года.
В 2008 году в составе сборной Азербайджана принял участие в Олимпийских играх в Пекине, где занял 8-е место. В 2009 году стал бронзовым призёром чемпионата Европы. После неудачного выступления на чемпионате мира 2010 года, где проиграл первую же схватку, принял решение о переходе в более тяжёлую весовую категорию. В 2011 году вновь стал бронзовым призёром чемпионата Европы. В 2012 году вновь завоевал бронзовую медаль чемпионата Европы, а также принял участие в Олимпийских играх в Лондоне, где занял 10-е место. В 2013 году стал бронзовым призёром чемпионата мира.